# کاپراویرین
کاپراویرین (به انگلیسی: Capravirine) با فرمول شیمیایی C20H20Cl2N4O2S یک ترکیب شیمیایی است. که جرم مولی آن ۴۵۱٫۳۷ گرم بر مول می‌باشد. 